# 陳守中
陳守中，字允中，贵州贵阳人，清朝官員，同進士出身。

## 生平
道光十六年（1836年）太后六旬改正科為恩科進士，三甲九名，后官湖南零陵縣知縣。